# Хоро (плащ)

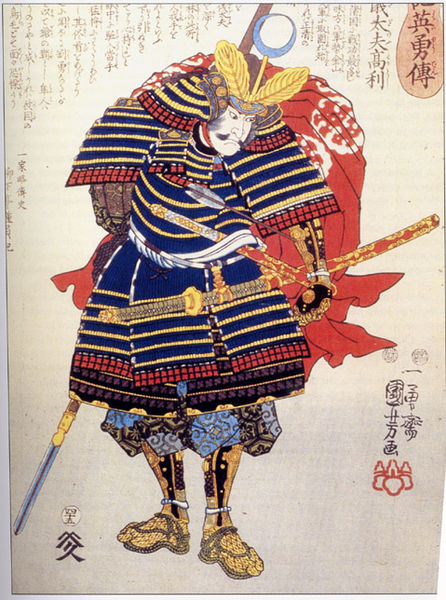
Самурай в хоро, одежде, используемой для защиты от стрел.

Хоро (яп. 母衣) — тип плаща или одежды, прикреплявшийся к задней части доспехов самураев. Был распространён в эпоху феодальной раздробленности в Японии.

## Описание

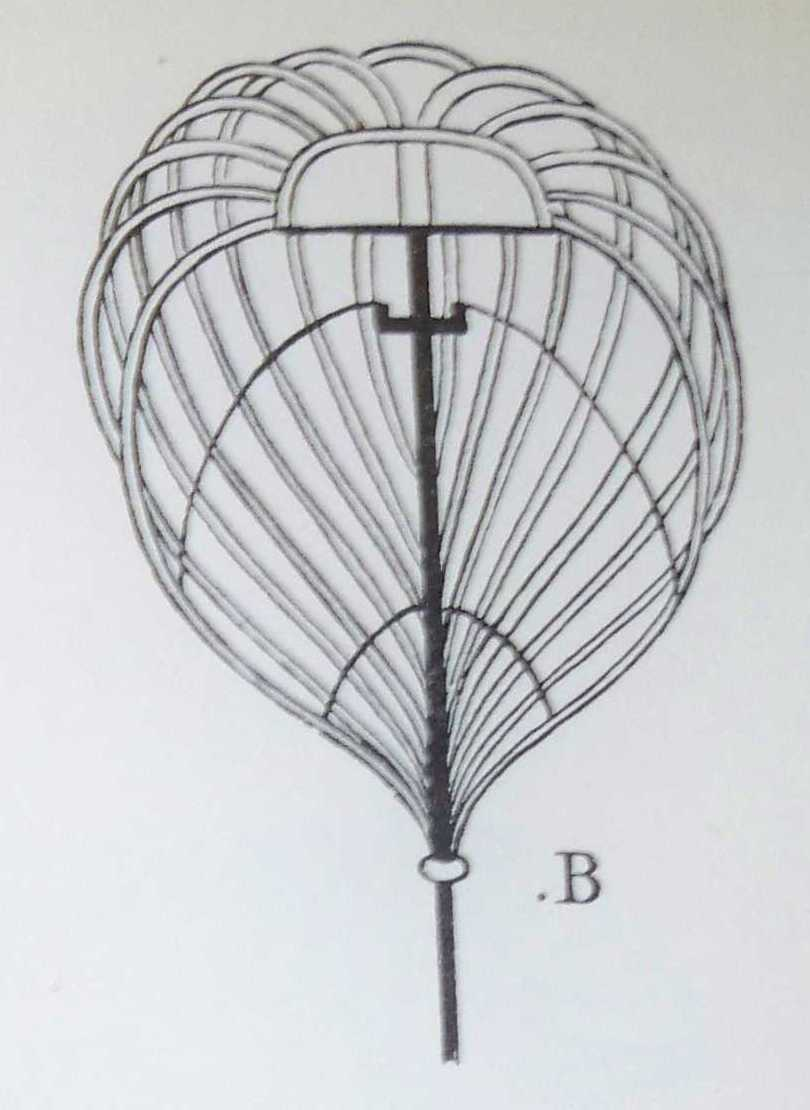
Ойкаго, основа хоро.

Хоро имел длину около 1,8 м. Он состоял из нескольких полос ткани, сшитых вместе с бахромой по верхнему и нижнему краям. Полоски ткани были сшиты вместе и сформированы в своего рода мешок, который наполнялся воздухом, как воздушный шар, когда владелец ехал верхом. Легкий каркас из лозы, бамбука или китовой кости, известный как ойкаго, был похож на кринолин. Предполагается, что он был изобретён Хатакэямой Масанагой во время Войны годов Онин (1467–1477). Иногда использовался для удержания хоро расширенным. В крепеже хоро обычно использовалось сочетание крепёжных шнуров и, возможно, посоха. Верхние шнуры прикреплялись либо к шлему, либо к кирасе владельца, а нижние шнуры прикреплялись к талии. Также на хоро наносился семейный герб (мон) владельца.

## Применение

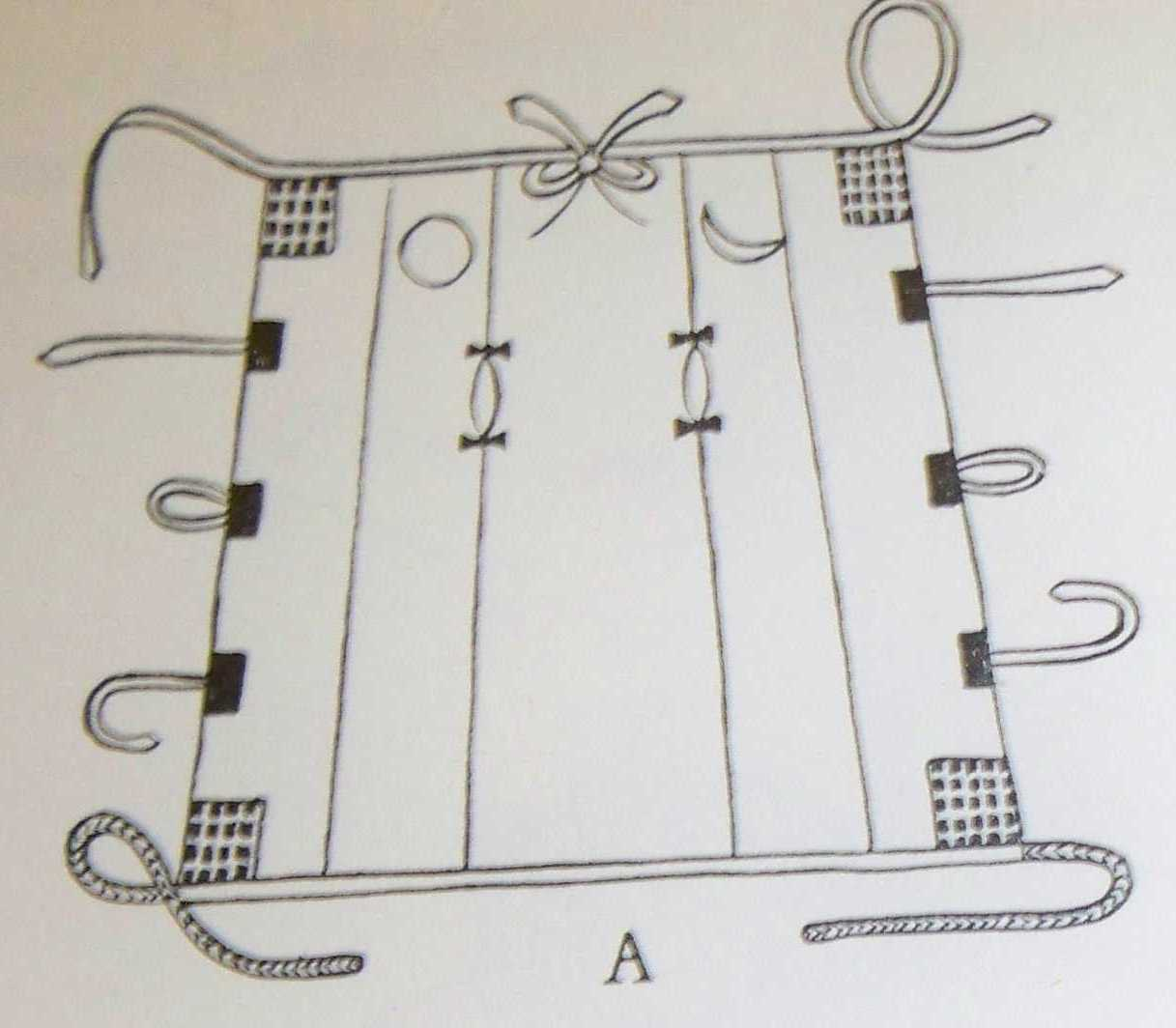
Хоро в раскрытом виде.

Хоро использовались ещё в период Камакура (1185–1333). Предполагается, что надутый хоро защищает владельца от стрел, выпущенных сбоку и сзади. Такое применение хоро было проверено в эпизоде Ancient Discoveries «Древний спецназ» (эпизод 6 сезона 8). По результатам эксперимента, хоро оказался эффективным в остановке и замедлении стрел (выстреленных из японского лука соответствующего периода). В частности, стрелы, выпущенные из таких луков сзади и попавшие в вздымающийся хоро, вероятно, не смогли бы пробить лакированные железные или кожаные доспехи воина-самурая, едущего верхом, когда его хоро поднимался назад. Но это утверждение относится только к шелковой ткани диаметром от четырёх до шести футов, которая вздымается вверх (за всадником на быстро мчащейся лошади), а не к шелковой ткани, которая не вздувается или лежит плоско на поверхности.
Также предполагается, что ношение хоро обозначало его владельца как посланника (цукай-бан) или важного человека. Согласно Hosokawa Yusai Oboegaki, дневнику Хосокавы Юсая (1534–1610), голова элитного посланника цукай-бан была достойным призом: «Взяв голову воина хоро, оберните её шелком хоро. В случае с обычным воином оберните её шелком сасимоно».

## В популярной культуре
В видеоигре Total War: Shogun 2 хоро используются телохранителями генералов, однако не дают защиты от стрел.